# Omicron Arietis
Désignations
Omicron Arietis (en abrégé ο Ari) est une étoile de la constellation du Bélier. Elle a une magnitude apparente de +5,78, ce qui signifie qu'elle est faiblement visible à l'œil nu. Sur la base d'un décalage annuel de la parallaxe de 5,49 mas, elle est située à environ 590 années-lumière du Soleil. À cette distance, la magnitude apparente de l'étoile est diminuée d'un facteur d'extinction de 0,22 en raison de la poussière interstellaire.
Omicron Arietis est une étoile bleu-blanc de la séquence principale de type spectral B9Vn. Le suffixe « n » indique qu'elle possède des raies d'absorption « nébuleuses » dans son spectre, qui sont causées par l'effet Doppler et une rotation rapide. En effet, elle tourne sur elle-même à une vitesse de rotation projetée de 225 km/s. L'étoile a une masse estimée à 3,45 fois celle du Soleil et environ 3,1 fois son rayon. Elle rayonne depuis sa photosphère avec 248 fois la luminosité du Soleil et sa température effective est de 10 715 K.